# Theodor von Dücker
Theodor Freiherr von Dücker (* 15. November 1791 in Rödinghausen; † 20. Februar 1866 ebenda) war Rittergutsbesitzer, Fabrikbesitzer und Politiker. 

## Familie
Theodor von Dücker entstammte dem Adelsgeschlecht Dücker. Seine Eltern waren Caspar-Ignaz von Dücker (1759–1839) auf Rödinghausen und Heese und dessen Ehefrau Sophia geborene von Schade zu Ahausen. Von Dücker, der katholischer Konfession war, heiratete am 17. November 1813 in Dillenburg Karoline (1795–1873, ev.), die Tochter des nassauischen Hofkammerrats und Tribunalrichters in Dillenburg, Wilhelm Winter (1767–1821), und dessen Ehefrau Elisabeth Friederike Wilhemine, geborene Eberhardt. Aus der Ehe gingen 13 Kinder hervor, darunter Franz Fritz von Dücker.
Theodor Freiherr von Dücker war Edler Herr zu Rödinghausen und Fideikommissherr auf Gut Rödinghausen und Herr auf Gut Heese (Kreis Iserlohn). 1819 übernahm er von seinem Vater die Leitung der familieneigenen Eisenfabrik. Er führte diese bis 1850 erfolgreich und zog sich dann aus dem Unternehmen zurück.
1851 bis 1858 war er für den Stand der Rittergutsbesitzer und den Wahlbezirk Mark Abgeordneter im Provinziallandtag der Provinz Westfalen.